# جون ماكورماك
جون ماكورماك (بالإنجليزية: John McCormack)‏ (9 يناير 1935 – 24 مايو 2014) هو ملاكم من المملكة المتحدة راحل، مثّل بلاده في الألعاب الأولمبية الصيفية 1956 وحقق الميدالية البرونزية في فئة الوزن المتوسط الخفيف.

## روابط خارجية
جون ماكورماك على موقع بوكس ريك (الإنجليزية) (registration required)
- جون ماكورماك على موقع أوليمبيديا (الإنجليزية)
- جون ماكورماك على موقع اللجنة الأولمبية البريطانية (الإنجليزية)